# Nothocyon
Nothocyon es un género extinto de mamífero carnívoro que habitó en América del Norte durante el Oligoceno. En primera instancia muchas especies de cánidos desaparecidas fueron asignadas a este género, pero a raíz del hallazgo de fósiles nuevos se demostró que la especie tipo de Nothocyon, N. geismarianus, está más relacionado con los osos. Por lo cual estas especies fueron reclasificadas en otros géneros como Cormocyon.